# إزالة الشعر

توزيع شعر الجسم على الرجل والمرأه

إزالة الشعر أو النَّتف هو إزالة شعر الجسم، ويصف الأساليب المستخدمة لتحقيق تلك النتيجة.
ينمو الشعر عادة في جميع أنحاء الجسم البشري أثناء وبعد سن البلوغ. يميل الرجال إلى الحصول على مزيد من شعر الجسم أكثر من النساء. يميل كل من الرجل والمرأة إلى أن يكون الشعر على الرأس، الحاجبين، الرموش، الإبطين، منطقة العانة والساقين؛ ولدى الرجال شعر أيضا على الوجه، الظهر، البطن والصدر. الشعر لا ينمو بشكل عام على راحتي اليدين، الشفتين، ومناطق معينة من الأعضاء التناسلية، أو أخمص القدمين.
وتمارس أشكال إزالة الشعر للعديد من الأسباب، بما في ذلك الثقافية، الجنسية الطبية والدينية. وقد مورست أشكال إزالة الشعر في جميع الثقافات الإنسانية تقريبا. وقد اختلفت الوسائل المستخدمة لإزالة الشعر في أوقات ومناطق مختلفة، ولكن الحلاقة هي الأسلوب الأكثر شيوعا.

## الجوانب الثقافية والجنسية

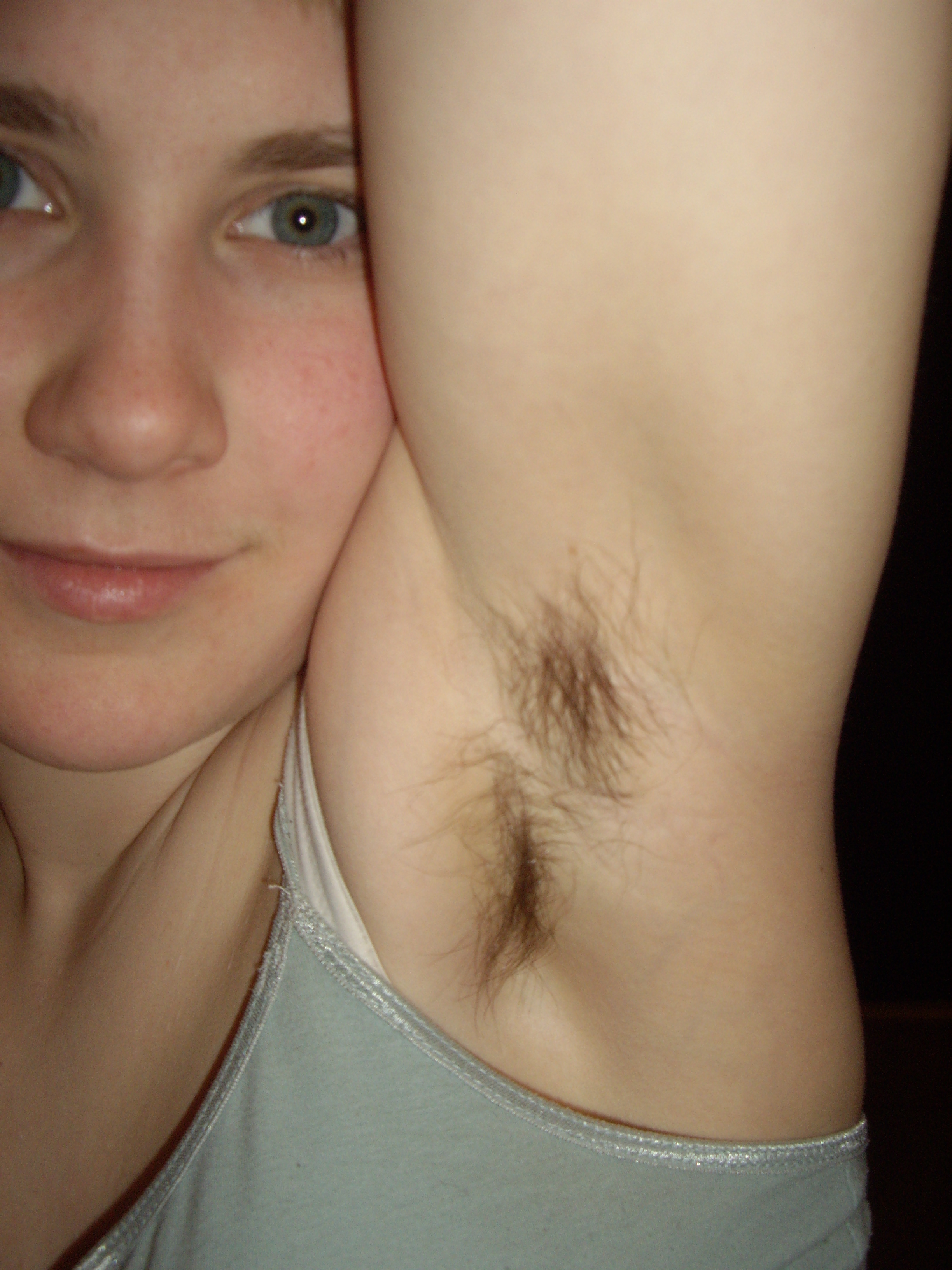
شعر أبط لدى المرأة

## أسباب أخرى

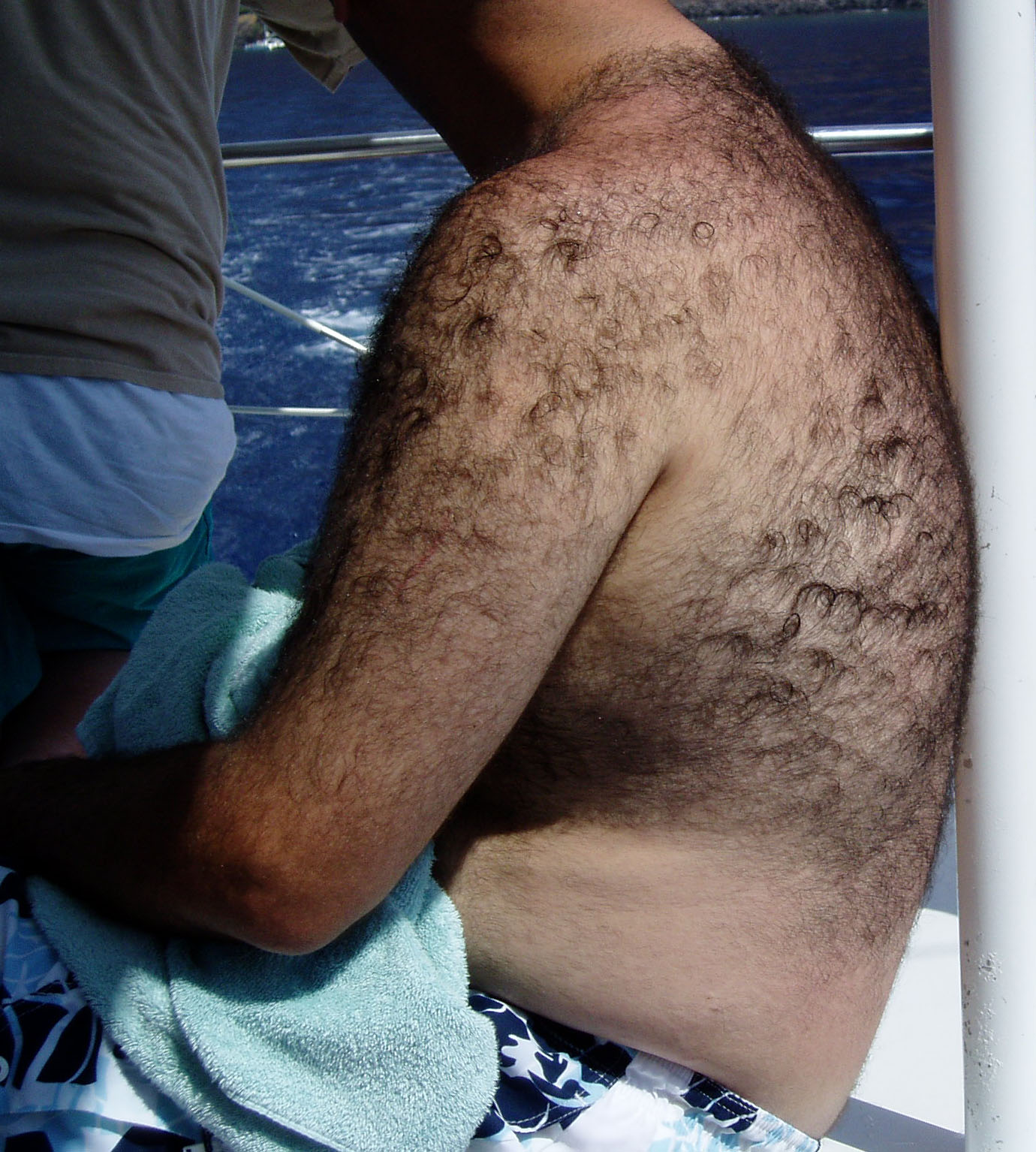
شعر جسم غير طبيعي عند رجل شعراني

- أسباب دينية
- أسباب طبية
- تغيير الجنس من ذكر إلى أنثى
- في الجيش
- في الرياضة
- كعقاب

## أشكال إزالة الشعر
إزالة الشعر هو إزالة جزء من الشعر فوق سطح الجلد. والشكل الأكثر شيوعا لإزالة الشعر هو الحلاقة أو التشذيب. الخيار آخر هو استخدام مزيلات الشعر الكيميائية، والتي تعمل عن طريق كسر ثاني كبريتيد السندات التي تربط سلاسل البروتينات التي تعطي الشعر قوتها، مما يجعل الشعر يتفكك.
النتف هو إزالة الشعر بالكامل، بما في ذلك الجزء تحت الجلد. وتشمل الأساليب الشمع، السكريات، أجهزة إزالة الشعر، الليزر، الخيوط، مكثفة النابض الضوئي أو النبضات الكهريائية. كما يتم إزالة الشعر أحيانا بالنتف بالملقاط.

## طرق إزالة الشعر
- إزالة الشعر الدائم
- تخفيض الشعر الدائم
- الأساليب التجريبية أو المحظورة
- الطرق المشكوك في تحصيلها
- إزالة الشعر بالليزر

## المنافع والمضار
المنافع : النظافة - الحد من نمو البكتيريا والفطريات -حسن المظهر 

المضار : الشعور بالحكة أحيانا - واسمرار المنطقة أحيانا نتيجة المواد الكيماوية

## وصلات خارجية
- ازالة الشعر بالليزر